# NGC 6991-1
NGC 6991-1 je otvoreni skup u zviježđu Labudu. 

## Vanjske poveznice
- (engl.) SEDS: NGC 6991
- (engl.) Hartmut Frommert: Revidirani Novi opći katalog
- (engl.) Izvangalaktička baza podataka NASA-e i IPAC-a
- (engl.) Astronomska baza podataka SIMBAD
- (engl.) VizieR
- (engl.) Auke Slotegraaf: NGC 6991 Deep Sky Observer's Companion
- (engl.) Courtney Seligman: Objekti Novog općeg kataloga: NGC 6950 - 6999